# Aulorhynchus flavidus
Genre
Espèce
Statut de conservation UICN

 LC  : Préoccupation mineure
Aulorhynchus flavidus est une espèce de poissons gastérostéiformes marins de la famille des Aulorhynchidae, la seule espèce du genre Aulorhynchus (monotypique). Elle a été découverte en 1861 par TN Gill.

## Description
Aulorhynchus flavidus peut atteindre une taille de 17 cm. Son corps ressemble à celui des épinoches, mais est plus long et plus mince. Il possède de 24 à 27 épines, situées devant la nageoire dorsale.
Il se nourrit de larves de poissons et d'invertébrés.